# Rumian palestyński
Rumian palestyński (Cota palaestina Reut. ex Unger & Kotschy) – gatunek rośliny należący do rodziny astrowatych. Występuje w basenie Morza Śródziemnego.

## Morfologia i biologia
Roślina jednoroczna. Łodyga wzniesiona, rozgałęziona, o wysokości 15–30 cm. Kwiaty zebrane w koszyczek, podobny do kwiatostanu rumianu; zewnętrzne to białe kwiaty języczkowe, w środku koszyczka żółte kwiaty rurkowe. Kwitnie od marca do czerwca.

## Udział w kulturze
Według badaczy roślin biblijnych rumian palestyński, który na terenach biblijnych pospolicie występuje na miedzach, nieużytkach i obrzeżach dróg jest rośliną, którą prorok Izajasz uznał za „symbol krótkiego i ulotnego życia ludzkiego na ziemi”. Do niej odnoszą się jego słowa: „Wszelkie ciało to jakby trawa, a cały wdzięk jego jest niby kwiat polny. Trawa usycha, więdnie kwiat, gdy na nie wiatr Pana powieje” (Iz 40,6-7). Roślina ta może też być objaśnieniem słów w Listach apostołów: apostoła Jakuba (Jk 1,10) i apostoła Piotra (1 P 1,23), wymieniona jest także w Psalmach.